# Annkathrin Hoven
Annkathrin Hoven (* 8. März 2001 in Kempen) ist eine deutsche Leichtathletin.

## Karriere
Hoven belegte bei den U18-Europameisterschaften 2018 in Győr im Siebenkampf den fünften Platz.
2021 in Braunschweig wurde sie Deutsche Meisterin in der Siebenkampf-Mannschaft. 2022 in Berlin wurde sie Deutsche Vizemeisterin in der 4-mal-200-Meter-Staffel. 2023 in Kassel wurde sie dann Deutsche Vizemeisterin in der 4-mal-400-Meter-Staffel.
Bei den U23-Europameisterschaften 2023 in Espoo wurde sie dann Siebte in der 4-mal-400-Meter-Staffel.
2024 in Leipzig belegte Hoven wiederum Platz zwei in 4-mal-200-Meter-Staffel bei den Deutschen Meisterschaften. 2025 gewann sie die Bronzemedaille über 400 Meter bei den Deutschen Hallenmeisterschaften in Dortmund.